# Primetime
|  | Denne artikel omhandler et onlinespil. For TV-begrebet, se bedste sendetid. |
Primetime er et svensk live-onlinespil med spørgsmål, som blev lanceret i marts 2018.

## Danmark
I januar 2019 kom spillet til Danmark med Richardt Funch som landechef, og Tomas Villum Jensen var den første vært. I september 2022 meddelte Primetime Danmark på Instagram, at de går på en ubestemt lang pause.